# Клагенфурт (остров)
Клагенфурт — остров в восточной части архипелага Земля Франца-Иосифа. Наивысшая точка острова — 210 метров. Административно относится к Приморскому району Архангельской области России.
Расположен в 6 километрах к югу от Земли Вильчека, в районе залива Персей.
Имеет форму полумесяца с широкой (1,5 км) и длинной (около 3,5 км) северной частью и узкой (порядка 300м) и менее длинной (около 2,5 км) западной частью. Практически вся территория острова свободна ото льда, в восточной части расположена скала высотой 210 метров, остальная площадь покрыта песчаниками и каменистыми россыпями. В нескольких метрах от восточного окончания острова расположена скала останец высотой 20 метров.
Назван в честь города Клагенфурт на юге Австрии, центра федеральной земли Каринтия.